# نادي سيمرغ البرز
نادي سيمرغ البرز (بالفارسية: باشگاه فوتبال سیمرغ البرز)، هو نادي رياضي لكرة القدم في أفغانستان، أُسس في أغسطس 2012م، ويلعب حالياً في الدوري الأفغاني الممتاز لكرة القدم، ومقره في العاصمة كابل.

## مصدر
1. ↑  Simorgh Alborz | APL نسخة محفوظة 12 سبتمبر 2018 على موقع واي باك مشين.

## وصلات خارجية
- طوفان هریرود نخستین قهرمان لیگ برتر فوتبال أفغانستان (فارسية)
- لیگ برتر فوتبال أفغانستان؛ پیام‌آور صلح وهمزیستی (فارسية)